# Козачук Олег Іванович
Козачук Олег Іванович (нар. 18 липня 1980, м. Козятин Вінницької області) — український енергетик, заслужений енергетик України, доктор філософії у галузі «Електрична інженерія», екс-керівник Хмельницькобленерго.

## Життєпис
Народився 18 липня 1980 року в місті Козятин Вінницької області.

### Освіта
- 1997—2002 — Вінницький технічний університет, спеціальність «інженер-електрик» із відзнакою.
- Хмельницький університет управління та права ім. Юзькова, магістр публічного управління та адміністрування
- Донецький національний університет ім. Стуса, бізнес-адміністрування (МВА) з відзнакою.

#### Наукове звання
- Доктор філософії у галузі «Електрична інженерія», спеціальність – Електроенергетика, електротехніка та електромеханіка

### Професійна діяльність
Після навчання працював інспектором енергозбуту Летичівського району електромереж, далі був керівником ділянки Летичівського РЕМ. З травня 2003 був керівником з маркетингу та енергозбуту Хмельницькобленерго (ХОЕ), 2005 року очолив відділ управління якістю ХОЕ.
2007—2010 — займається оптимізацією бізнес-процесів в різних енергетичних та інвестиційних українських компаніях, розробляє автоматизовані системи управління підприємством, зокрема ERP-системи, займається управлінським консалтингом.
2011—2014 — створює компанію «Європейські технології розвитку» («ЄТР-спектр»), що займається проектами енергозбереження, енергоефективності та відновлюваної енергетики.
2013—2015 — працює над проектами енергоефективності, енергозбереження та відновлюваної енергетики, 2013—2015 — заснував ГО «Асоціація з енергоеффеєктивні та енергозбереження», 2014 — голова громадської ради при Державному агентстві з енергоефективності та енергозбереження України, член групи Реанімаційного пакету реформ.
З 2015 знову працював у Хмельницькобленерго, спочатку заступником директора з маркетингу та збуту Хмельницького МРЕМ, потім першим заступником гердиректора, директора з маркетингу та енергозбуту.
З березня 2016 року — в.о. гендиректора Хмельницькобленерго, директор Ради оптового ринку електроенергії з правом голосу. За 2016—2020 рік ХОЕ під керівниктцом Козачука став одним із найбільш прибуткових підприємств України, за 2015—2019 роки приріст активів сягнув 60 % — з 1,2 до 1,9 млрд грн..
2020 року — член правління ГО «Розумні електромережі України», що об'єднує 75 % енергорозподільчих компаній України.
З вересня 2020 року в партнерстві з корейськими (KT Corporation) і американськими колегами реалізує два пілотних проекти «розумних мереж» (smart grid) в Хмельницькій області. 30 жовтня було також підписано меморандум про взаєморозуміння між КТ і Міністерством енергетики України. В рамках співпраці спеціалісти ХОЕ обмінюються досвідом з представниками KT. КТ планує долучитися до покращення енергоефективності, впроваджуючи технології зі штучним інтелектом і великими даними. Це перший подібний приклад співпраці української енергетичної компанії з KT, найбільшою енергетичною компанією Південної Кореї.
Влітку 2024 року звільнився з посади керівника Хмельницькобленерго.

## Нагороди та відзнаки
- 2018 — Заслужений енергетик України[12]
- Почесні грамоти та подяки Хмельницької ОДА[13]
- Переможець загальноукраїнської програми в галузі охорони навколишнього природнього середовища[13]
- Подяка Міністерства енергетики та вугільної промисловості України
- «Лідер року 2017» та «Лідер року 2018» Національного бізнес-рейтингу[14]
- Почесний нагрудний знак Головнокомандувача ЗСУ «За сприяння війську» (2023)[15]

## Сім'я
Одружений, має доньку та сина.